# 임덕근
임덕근(林德近, 2000년 2월 25일 ~ )는 대한민국의 축구 선수로, 포지션은 센터백이며, 대전 하나 시티즌 소속으로 현재 김천 상무로 군 복무 중이다.

## 구단 경력
천안제일고등학교 축구부 출신으로, 2018년 대한축구협회 전국고등학교 축구대회에서 우승을 하는 데에 일조하였다. 임덕근은 이 대회에서 최우수상을 수상하기도 하였다.
K리그1 2019 시즌을 앞두고 제주 유나이티드와 프로 계약을 체결하며, 입단하였다.
2021 시즌을 앞두고 이정문과 트레이드되면서 대전 하나 시티즌에 입단했다. 2024 시즌 14라운드 울산 HD와의 경기에서 1명이 퇴장 당한채로 만회골을 성공시키며 시즌 첫 골을 기록하였다.
2024 시즌 14라운드 울산 HD FC 원정경기에서 팀이 3:0으로 뒤지고 있을때 만회골을 성공시키며 시즌 첫 골을 기록, 대전은 가까스로 영패를 면했다.

## 수상

### 팀

#### 제주 유나이티드
- K리그2 우승: 2020